# Brunvingad sorgstövslända
Brunvingad sorgstövslända (Peripsocus didymus) är en insektsart som beskrevs av Ulrich Roesler 1939. Brunvingad sorgstövslända ingår i släktet Peripsocus, och familjen sorgstövsländor. Arten är reproducerande i Sverige.